# Jakub Hertz
Jakub Hertz (ur. 8 sierpnia 1846 w Warszawie, zm. 10 lutego 1929 w Łodzi) – przemysłowiec, społecznik i filantrop.

## Życiorys

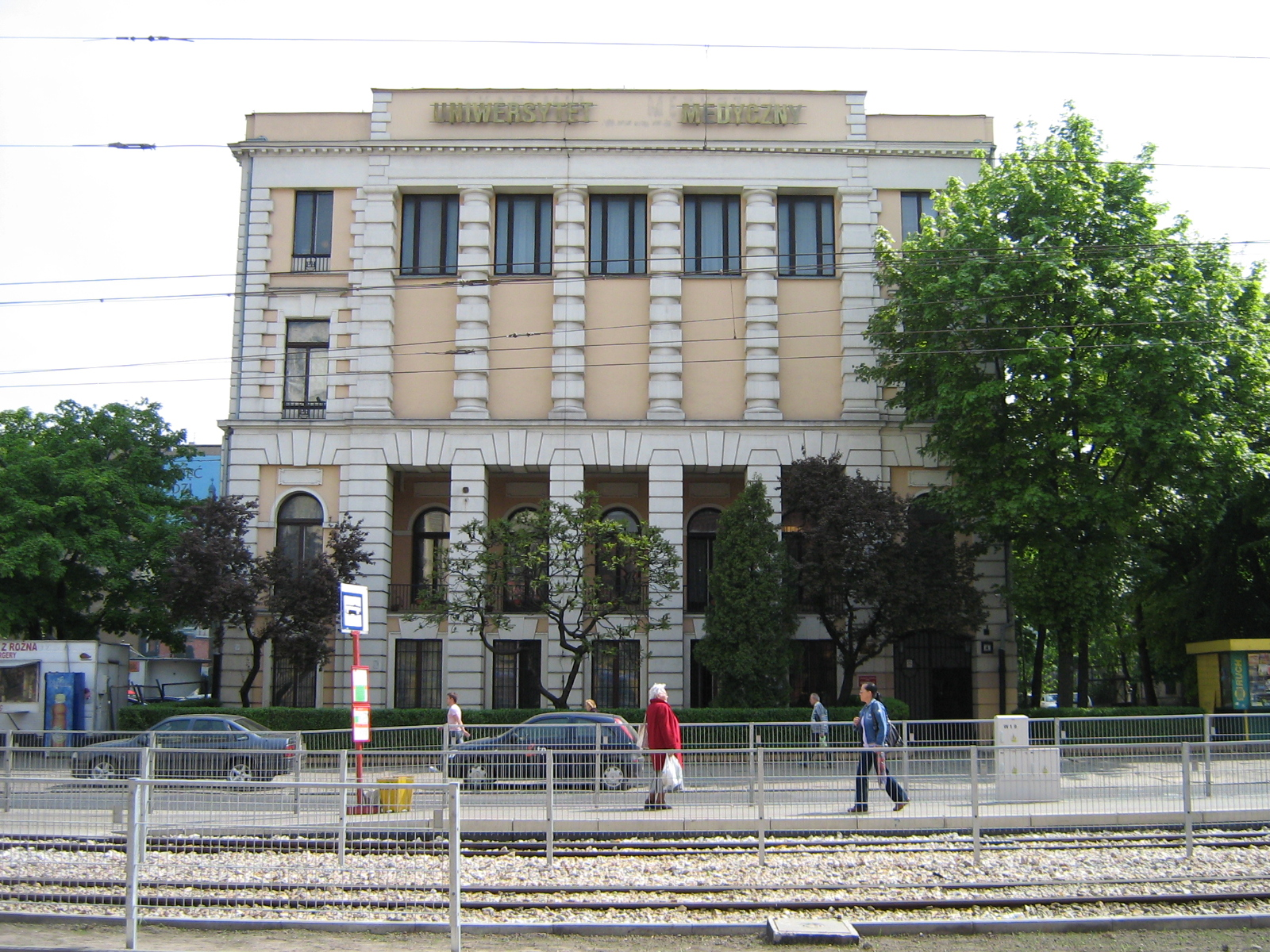
Pałac Hertza, obecnie rektorat Uniwersytetu Medycznego

Był synem Mojżesza (księgowego) i Sury, żonaty z córką Izraela Poznańskiego, Anną (Ajdlą Chudesą).
W 1908 roku, po śmierci syna Poznańskiego Ignacego Poznańskiego, przejął stanowisko prezesa rady nadzorczej Spółki Akcyjnej Wyrobów Bawełnianych I. K. Poznańskiego. Odbudował zakłady po I wojnie światowej. Po jego śmierci, zadłużony zakład został przejęty przez włoski Banca Commerciale Italiana i Poznańscy już nigdy nie odzyskali dominującej roli w spółce. W latach 1908–1914 był prezesem Łódzkiego Żydowskiego Towarzystwa Dobroczynności.
Miał synów Leona, Maurycego (Moryca) i Karola, oraz córkę Michalinę, żonę Alfreda Poznańskiego. Po przedwczesnej śmierci jednego z synów – Leona, powołał fundację, której podarował parcelę pod budowę domu sierot i szkoły dla chłopców.
Jego wnukiem Ignacy Leon Hertz (1911-1944) – syn Maurycego, kapitan poległy w bitwie pod Falaise.
Był właścicielem pałacu fabrykanckiego zbudowanego na placu, który został wniesiony jako posag przez Annę.